# ناحیه امبتی، شهرستان لیونگستون، ایلینوی
شهرستان امبتی، بخش لیونگستون، ایلینواز (به انگلیسی: Amity Township, Livingston County, Illinois) یک منطقهٔ مسکونی در ایالات متحده آمریکا است که در ایلی‌نوی واقع شده‌است.

## خصوصیات
شهرستان امبتی ۸۶۶ نفر جمعیت دارد.